# Шейх Сібі
Шейх Сібі (англ. Sheikh Sibi, нар. 21 лютого 1998, Серекунда) — гамбійський футболіст, воротар італійського клубу «Віртус Верона» і національної збірної Гамбії.

## Клубна кар'єра
Народився 21 лютого 1998 року в місті Серекунда. Вихованець футбольної школи клубу «Талліндінг Юнайтед».
У дорослому футболі дебютував 2016 року виступами за італійський «Віртус Верона». В сезоні 2017/18 був вже основним голкіпером команди і допоміг їй підвищитися в класі до Серії C. Утім на рівні третього італійського дивізіону зазвичай програвав конкуренцію за місце в основному складі, ставши резервним воротарем. 

## Виступи за збірну
2021 року дебютував в офіційних матчах за національну збірну Гамбії. У її складі був учасником Кубка африканських націй 2021 року в Камеруні.
| Дата       | Місто       | Господарі       | Результат | Гості  | Турнір                                  | Голи | Примітки |
| ---------- | ----------- | --------------- | --------- | ------ | --------------------------------------- | ---- | -------- |
| 29-3-2021  | Кіншаса     | ДР Конго        | 1 – 0     | Гамбія | Відбір до Кубка африканських націй 2021 | -1   |          |
| 11-6-2021  | Манавгат    | Косово          | 1 – 0     | Гамбія | товариський матч                        | -1   |          |
| 12-10-2021 | Ель-Джадіда | Південний Судан | 1 – 2     | Гамбія | товариський матч                        | -1   |          |
| Усього     |             | Матчів          | 3         |        | Голів                                   | -3   |          |